# Karl von Hirsch
Karl Freiherr von Hirsch (* 18. Juli 1871 in München; † 3. Juni 1944 in Theresienstadt) war ein deutscher Chemiker und Brauereidirektor in Planegg. Hirsch wurde Opfer des Holocaust. Karl Freiherr von Hirsch gehörte dem Planegger Zweig des bayerischen Adelsgeschlechts jüdischen Glaubens von Hirsch an.

## Leben
Hirsch studierte nach Ablegung des Abiturs (1890) am Wilhelmsgymnasium München an der Universität München und Berlin und schloss sein Studium 1898 mit einer Promotion in Chemie ab. Er leitete die Brauerei in Planegg und war Vizepräsident des Bayerischen Automobilclubs. Hirsch nahm im Rang eines Oberleutnants und Hauptmanns am Ersten Weltkrieg teil und wurde mit dem Eisernen Kreuz II. Klasse sowie dem Militärverdienstorden von Bayern mit Schwertern ausgezeichnet.
Hirsch war zunächst mit Margarete von Schwind und in zweiter Ehe mit Ellen Remelmayer verheiratet. Während seiner zweiten Ehe adoptierte er mit seiner Frau Elfriede von Griesheim.
Hirsch wurde gemeinsam mit seinem Bruder Rudolf von Hirsch in das Ghetto Theresienstadt deportiert, wo er am 4. Juni 1942 ankam. Im Theresienstadt-Konvolut ist er als „A-Prominenter“ aufgeführt. Er starb 1944 in Theresienstadt.